# Match retour (film)
Pour les articles homonymes, voir Match retour.
Pour plus de détails, voir Fiche technique et Distribution.
Match retour, ou Combat revanche au Québec et au Nouveau-Brunswick (Grudge Match), est une comédie américaine réalisée par Peter Segal, avec Sylvester Stallone et Robert De Niro, sortie en 2013.

## Synopsis
Henry « Razor » Sharp (Sylvester Stallone) et Billy « The Kid » McDonnen (Robert De Niro) sont deux anciens boxeurs. Ils se sont affrontés lors de deux matchs et chacun en a remporté un. Mais ils n'ont jamais eu l'occasion de faire la belle. Trente ans après avoir pris leur retraite de sportifs, ils ont enfin l'occasion de se départager. Mais l'entente entre les deux anciens champions s'avère très mauvaise, car Razor en veut toujours à Kid d'avoir eu une liaison avec son ex-épouse Sally Rose (Kim Basinger).

## Fiche technique
- Titre original : Grudge Match
- Titre français : Match retour
- Titre québécois : Combat revanche
- Réalisation : Peter Segal
- Scénario : Tim Kelleher, Doug Ellin, Rodney Rothman
- Décors : Matt Callahan
- Costumes : Mary E. Vogt
- Photographie : Dean Semler
- Montage : William Kerr
- Musique : Trevor Rabin
- Production : Michael Ewing, Bill Gerber, Mark Steven Johnson, Ravi D. Mehta, Chris Osbrink
- Sociétés de production : Warner Bros, Callahan Filmworks et Gerber Pictures
- Sociétés de distribution :  Warner Bros.
- Budget : 40 000 000 dollars
- Pays d'origine :  États-Unis
- Langue originale : anglais
- Format : couleur - 35 mm - 1,85:1 - son Dolby numérique
- Genre : comédie
- Durée : 113 minutes
- Dates de sortie[1] :
  - États-Unis : 25 décembre 2013
  - Belgique : 15 janvier 2014
  - France : 22 janvier 2014

## Distribution
- Sylvester Stallone (V. F : Alain Dorval ; VQ : Pierre Chagnon) : Henry « Razor » Sharp
- Robert De Niro (V. F : Jacques Frantz ; VQ : Jean-Marie Moncelet) : Billy « The Kid » McDonnen
- Kevin Hart (V. F : Lucien Jean-Baptiste ; V. Q. : Martin Watier) : Dante Slate Jr..
- Alan Arkin (V. F : Yves Barsacq ; V. Q. : Jacques Lavallée) : Louis « Lightning » Conlon, ancien entraîneur de Razor
- Kim Basinger (V. F : Michèle Buzynski ; V. Q. : Natalie Hamel-Roy) : Sally Rose, ex-épouse de Razor
- Jon Bernthal (V. F : Jérôme Pauwels ; V. Q. : Frédérik Zacharek) : Bradley James « B. J. »
- Paul Ben-Victor (V. F : Patrice Dozier ; V. Q. : Jean-Luc Montminy) : Lou Camare
- Camden Gray (V. F : Oscar Pauwels) : Trey, le fils de B. J.
- Jim Lampley (V. F : Gabriel Le Doze) : lui-même
- LL Cool J (V. F : Sidney Kotto ; V. Q. : Alexandre Fortin) : Frankie Britt
- Joey Diaz (V. F : Jean-Loup Horwitz) : Mickey, l'entraîneur de Kid
- Barry Primus (V. F : Hervé Caradec) : Joey, le barman de Kid
- Frederick Douglas Plunkett Jr. (V. F : Bruno Henry) : Walter, collègue et ami de Razor
- Mike Tyson (V. F : Pascal Vilmen) : lui-même
- Evander Holyfield : lui-même
- Michael Buffer : l'annonceur du combat
- Anthony Anderson (V. F : Eilias Changuel) : Mr. Sandpaper Hands
- Roy Jones Jr. (V.F : Rody Benghezala) : lui-même
- Larry Merchant (V.F : Achille Orsoni) : commentateur du combat retour (Razor/Kid)

Source et légende : Version française (V. F.) sur RS Doublage et AlloDoublage

## Production
Sylvester Stallone et Robert De Niro se retrouvent seize ans après Cop Land, film de 1997.

### Tournage
Le tournage a lieu du 7 janvier 2013 au 11 mars 2013 à La Nouvelle-Orléans.

## Accueil

### Box-office
Le film ne connait pas un grand succès, ne faisant que 29 807 260 dollars sur le territoire américain et parvenant difficilement à rembourser son budget de production dans le reste du monde, totalisant au total 44 907 260 de dollars.

## Analyse